# René Clair
René Clair, nome d'arte di René Chomette (Parigi, 11 novembre 1898 – Neuilly-sur-Seine, 15 marzo 1981), è stato un regista, sceneggiatore, attore e produttore cinematografico francese.
Tra i maestri del cinema mondiale, è considerato da Henri Langlois il regista che meglio incarna lo spirito del cinema francese.
Esordisce con il cinema d'avanguardia Entr'acte, opera-simbolo del dadaismo, per passare poi alla commedia e affermarsi come "il maestro dell'immagine di Parigi".
Della città e dei suoi abitanti sa cogliere la poesia della vita quotidiana: con finezza e humour, con sensibilità e umanità, narra le storie tragicomiche degli abitanti della periferia parigina:
(Gianni Rondolino, Manuale di storia del cinema, p. 186.)
L'altra caratteristica del cinema di Clair è la componente fantastica. I film di Clair sono popolati di fate, fantasmi e maghi, si passa dal sogno alla realtà e dalla realtà al sogno. Secondo Edoardo Bruno il cinema di René Clair è «...un cinema in cui l'impossibile si inscrive nelle coordinate del quotidiano, dove una strega del diciassettesimo secolo può fare irruzione nel mondo contemporaneo o un giornale del giorno dopo, anticipando il futuro, può mettere in moto un racconto del tutto coerente nel suo estremo irrealismo».
Infine il mondo di Clair è un mondo pervaso da una profonda vena morale. André Bazin sottolinea:
(André Bazin, citato da Nöel Herpe in AA.VV., Dizionario dei registi del cinema mondiale, a cura di Gian Piero Brunetta, Einaudi 2006)

## Biografia

### Infanzia
Nasce a Parigi, da un commerciante originario dell'Alvernia, che trasformò il saponificio fondato dal padre in una florida azienda di forniture per alberghi. Cresce nel quartiere di Halles, al n. 11 bis di Rue des Halles.
Frequenta, dai sei ai quattordici anni, il Liceo Montaigne, poi il Liceo Louis-le-Grand. Manifesta precocemente inclinazione per la letteratura.

### Prima guerra mondiale
Durante la prima guerra mondiale si arruola volontario e viene impiegato come autista di ambulanze. È ferito.

### Letteratura
René Clair esprime la vocazione letteraria in più direzioni:
- poesia: due raccolte rimaste inedite La fête de l'homme e Terre; e una raccolta di "appunti di guerra" pubblicata dal Mercure de France con il titolo L'île des monstres;
- romanzo: pubblica da Grasset, nel 1926, un romanzo con il titolo Adams.[7]

### Giornalista
Presentato a Léon Daudet, diviene giornalista a L'intransigeant come critico letterario e si distingue per gli articoli su Du coté de chez Swann di Marcel Proust che ha scoperto su consiglio di Alphonse Daudet e che ha letto nell'unica edizione allora disponibile, pubblicata da Grasset nel 1913, a spese dell'autore. Manifesta interesse anche per le opere di Stendhal, Gérard de Nerval, Gautier.
Collabora, con una rubrica di cinema, a Paris-Journal e a Théâtre-Comoedia Illustré, rivista diretta da Jacques Hébertot, responsabile del Théâtre des Champs-Elysées.
Come giornalista scrive sotto lo pseudonimo di René Desprès.

### Attore
Fa le sue prime prove come attore interpretando alcuni ruoli in film come Le Lys de la vie di Loïe Fuller, Le Sens de la mort di Protazanov, L'Orpheline, Parisette di Louis Feuillade. Per il cinema sceglie lo pseudonimo René Clair.

### Regista
Il fratello, Henri Chomette, lo presenta al cineasta Jacques de Baroncelli per il quale egli già lavorava come aiuto regista. Ne diviene l'assistente nei film muti Pêcheurs d'Islande, Carillon de Minuit e La légende de Soeur Beatrix.
Collabora anche con Henri Diamant-Berger.
Stende, nel 1922, il suo primo progetto come regista, Geneviève de Brabant che avrebbe dovuto essere prodotto da una società belga ma non vide mai la luce.

### Dadaismo
Nel 1923 realizza Parigi che dorme (Paris qui dort), uscito nelle sale l'anno successivo, nel 1924: è la prima prova di René Clair nel mondo della regia. Si tratta di "un gioco ottico-dinamico che parte da una storia fantascientifica" e situa René Clair nell'ambito delle avanguardie artistiche. Il film fu accolto calorosamente dal pubblico.
Nel 1924, "l'incontro del dadaismo con il cinema produce un capolavoro", Entr'acte (Intermezzo), un cortometraggio dadaista tratto da un'idea del pittore Francis Picabia che venne proiettato come intermezzo fra il primo e il secondo atto di Relâche balletto con musica di Erik Satie.
Seguono alcuni film di transizione: Le fantôme du Moulin Rouge (1924), Le voyage imaginaire (1926), La proie du vent (1927), nei quali continua a divertirsi a mescolare fantastico e giallo.

### Commedia brillante
Abbandona le ricerche tecnico-formali delle avanguardie e si dedica alla commedia di costume.
Il film che impone Clair all'attenzione del pubblico e della critica è "...una variazione della pochade ottocentesca", il film muto Un cappello di paglia di Firenze (1927), tratto dall'omonima farsa teatrale di Eugène Labiche e Marc-Michel.
Anche il film successivo, I due timidi (Les Deux Timides) (1928), s'ispira ancora a una commedia di successo di Labiche e Michel.

### Il sonoro
Il suo primo film sonoro è Sotto i tetti di Parigi (1930), un omaggio sentimentale alla sua città, una Parigi tutta ricostruita in studio dallo scenografo Lazare Meerson, abituale collaboratore del regista. Clair dimostra di saper già abilmente usare il sonoro, mescolando in modo raffinato parlato e rumori di sottofondo. Il film ha un grande successo.

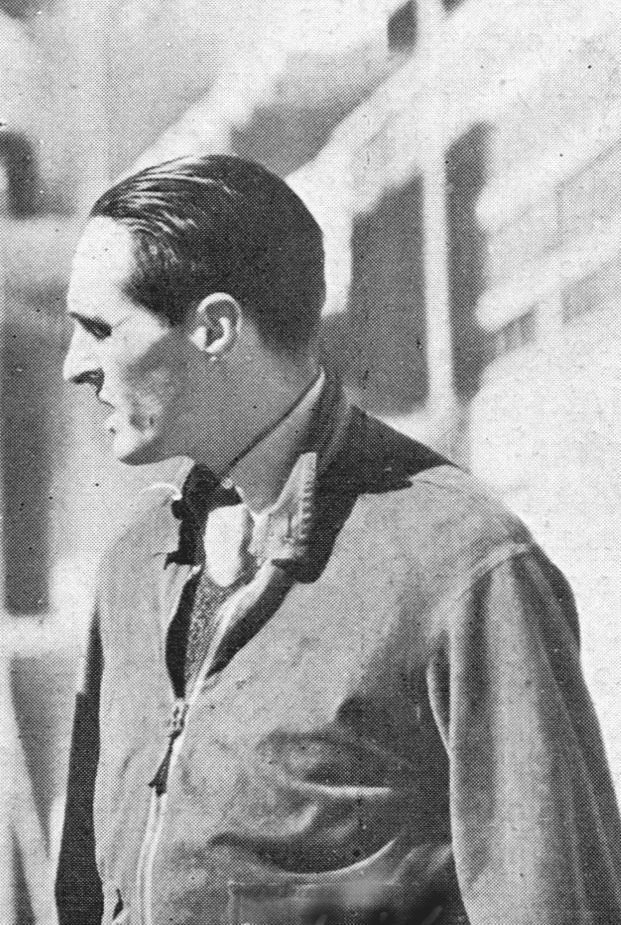
René Clair in un'immagine del 1933

Il successo è bissato dal film successivo, Il milione del 1931, un ritorno alla commedia brillante, un vaudeville ricco di gag, dal ritmo veloce in cui si rincorre per tutta Parigi un biglietto della lotteria perduto.
Con A me la libertà (À nous la libertè), ancora del 1931, Clair tocca i temi sociali e fa una satira del rapporto uomo-macchina.
Per le vie di Parigi (1933) è storia d'amore fra un taxista e una fioraia che riprende l'omaggio alla città di Parigi.
L'ultimo miliardario del (1934) incontra l'ostilità della stampa del settore ed è un cocente insuccesso.
(Gianni Rondolino, Manuale di storia del cinema, p. 185.)

### Chaplin e Clair
La Tobis, società produttrice del film di Clair À nous la liberté (in Italia titolato "A me la libertà" ), all'uscita del film di Chaplin, Tempi moderni, rilevava una quasi assoluta identità fra i due film e intentò una causa legale alla United Artists. Invitò René Clair a costituirsi parte lesa ma ne ottenne un deciso rifiuto.
(René Clair in Charensol-Régent, René Clair: un maestro del cinema, p. 93.)

### Londra
Dopo l'insuccesso de L'ultimo miliardario (1934), René Clair accetta l'offerta che gli viene proposta da Alexander Korda di lavorare a Londra. Firma un contratto per la realizzazione di tre film in due anni.
Ottiene un certo successo con una commedia divertente The Ghost Goes West (1936), Il fantasma galante, ma il film successivo, Break the News (1937), Vogliamo la celebrità, tratto dalla novella di Loïs de Gouriadec e remake inglese de Le Mort en fuite, di Carlo Rim e Berthomieu, uscito l'anno prima in Francia, è un fallimento.

### La seconda guerra mondiale
Ritornato in Francia nel 1938, comincia a girare Air pur, 1939.
La lavorazione è interrotta dallo scoppio della guerra. Parecchi membri della troupe sono chiamati nell'esercito con la mobilitazione di settembre e il film non sarà mai terminato.
Clair si mette a disposizione del Ministero delle Informazioni ed entra a far parte di una "Commissione per il cinema". Lavora a Nizza e a Marsiglia. La commissione è trasformata in un centro di produzione cinematografico francese negli Stati Uniti. Vengono inviati in America René Clair, Julien Duvivier e il produttore Jean Lévis-Strauss.
Nel mese di marzo 1940 Clair firma un contratto per girare un film in America con la Columbia o con la RKO.
Il 25 giugno 1940 parte in auto da Saint-Tropez, con la moglie, il figlio e l'attore Jean Murat, raggiunge la Spagna, poi il Portogallo. Qui passano sei settimane di trattative per ottenere il visto di entrata negli U.S.A. Nell'agosto, finalmente Clair si imbarca per New York.
Caduto il progetto di un Centro Cinematografico Francese, nel 1941, il governo della repubblica di Vichy lo priva della nazionalità francese e intenta un procedimento per la confisca dei suoi beni.
Il fratello Henry, che dirige in Marocco il Servizio Cinematografico dell'Esercito di "Francia Libera", si adopera per far rientrare il provvedimento; nell'agosto muore a Rabat di poliomielite.

### Hollywood
Negli Stati Uniti, a Hollywood, è ben accolto e gira quattro film:
- una commedia sentimentale, The Flame of New Orleans, 1941 (L'ammaliatrice);
- un apologo fantastico, I Married a Witch, 1942 (Ho sposato una strega);
- una favola surreale, It Happened Tomorrow, 1944 (Avvenne domani);
- un giallo, And Then There Were None, 1945) (Dieci piccoli indiani), adattamento del celebre racconto di Agatha Christie.

### Dopoguerra e ritorno in Francia

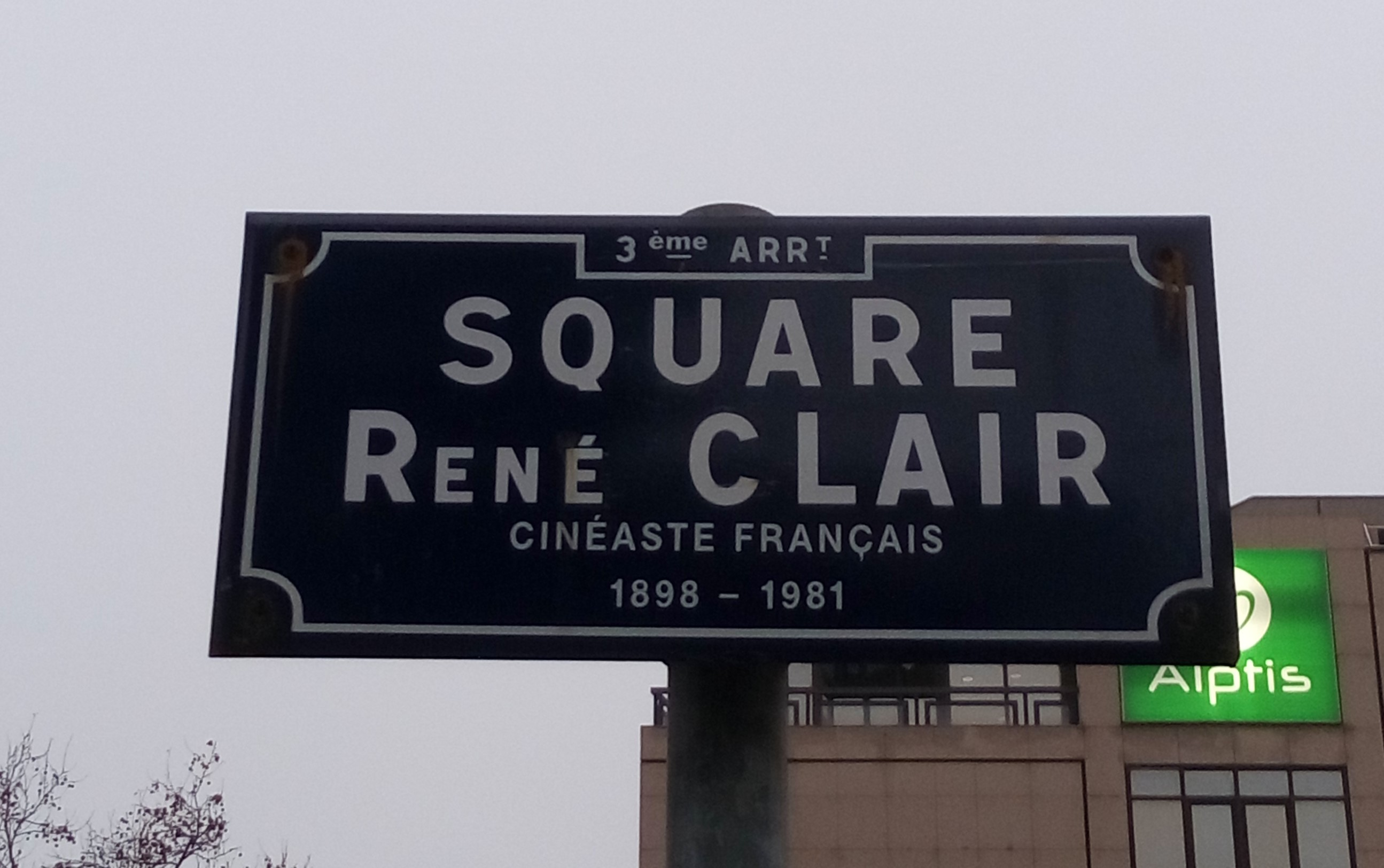
Placca indicante la piazza a lui dedicata a Lione

Clair ottiene l'autorizzazione per il rientro in Francia e nel luglio del 1945 torna in patria.
Nel 1947 dirige Le Silence est d'or (Il silenzio è d'oro), un film sui suoi temi più cari, Parigi e il Cinema, "ritrovando ancora una volta il suo sguardo più autentico, ormai fattosi maturo e venato di un filo di malinconica nostalgia".
Inizia la collaborazione con l'attore Gérard Philipe che interpreterà i suoi tre film successivi:
- La Beauté du diable (La bellezza del diavolo), 1950, una rivisitazione del Faust di Johann Wolfgang von Goethe;
- Les Belles de nuit (Le belle della notte), 1952, racconto fra il sogno e la fantasia;
- Les Grandes manoeuvres (Le grandi manovre), 1955, una commedia sofisticata sull'amore e sulla guerra.

Con il film Porte des Lilas (Il quartiere dei lillà), 1957, riprende il tema dell'amicizia e torna a ritrarre il mondo parigino.

### Regista teatrale
Nel 1959 Clair sperimenta la messa in scena teatrale adattando per il Théâtre National Populaire On ne badine pas avec l'amour di Alfred de Musset, interpretato da Gérard Philipe.

### Ultimi film

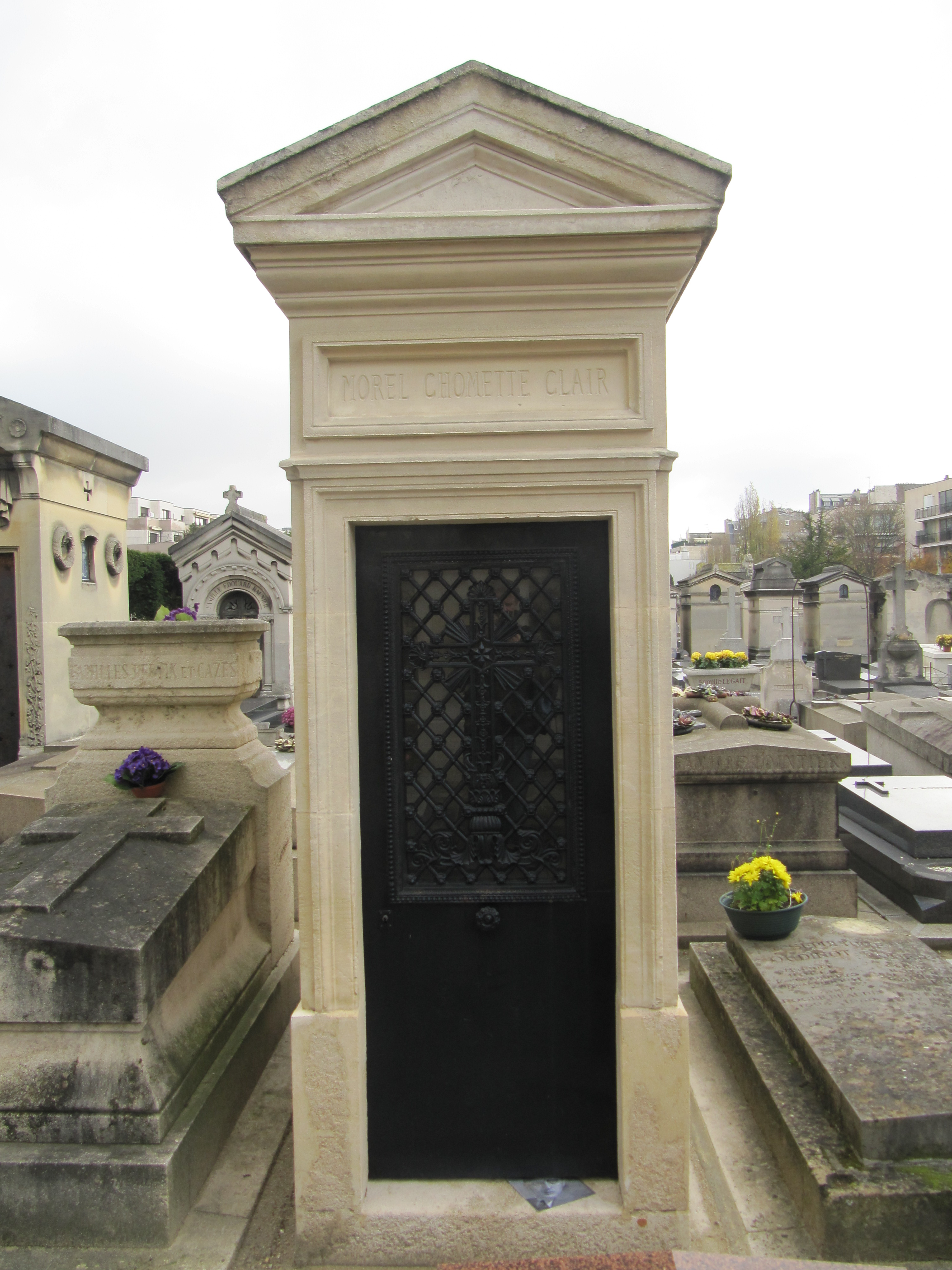
La tomba di René Clair a Neuilly-sur-Seine

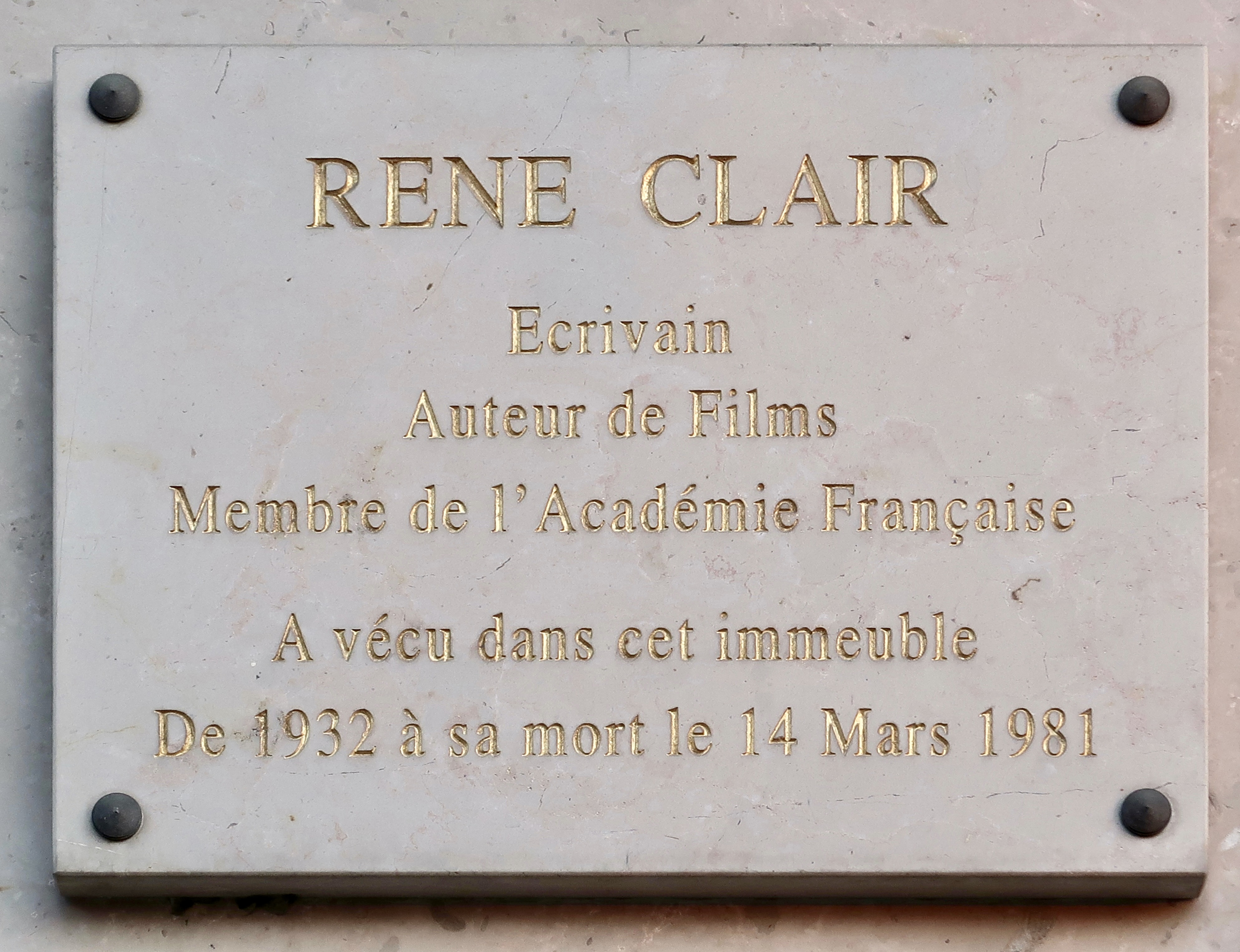
Placca commemorativa di René Clair al n. 11 bis di avenue de Madrid, a Neuilly-sur-Seine

Realizza alcuni episodi inseriti in film collettivi come Il matrimonio (Le mariage), episodio di La francese e l'amore (La Française et l'amour) (1960), con la collaborazione di Decoin, Delannoy, Boisrond, Verneuil, Christian-Jaque, J.P. Le Chanois e I due piccioni (Les Deux pigeons), episodio di Le quattro verità (Les Quatre vérités) (1962) per la regia di Blasetti, Berlanga, Bromberger.
I suoi due ultimi lungometraggi sono Tutto l'oro del mondo (Tout l'or du monde), 1961 e Per il re per la patria e per Susanna! (Les Fêtes galantes), 1965.

### Riconoscimenti
Gli è stato dato un dottorato onorario dall'Università di Cambridge e ha ricevuto il Grand Prix du Cinéma Français nel 1953. Nel 1960 è stato eletto all'Académie Française.
Divenne l'icona assoluta del cinema francese e il riconoscimento principale assegnato dall'Académie Française per il cinema porta il suo nome.
Henri Langlois dichiara:
(Henri Langlois)
Nel 1974 è presidente del Festival di Cannes.

## Critica

### Sapienza linguistica
(Giorgio Gosetti-Cristina Bragaglia, René Clair in Fernaldo Di Giammatteo, Dizionario universale del cinema. Tecnica,generi, istituzioni, autori., p. 494.)

### Autorialità
(Nöel Herpe, in Dizionario dei registi del cinema mondiale - vol. 1, a cura di Gian Piero Brunetta, Torino, Einaudi 2005 - p. 365.)

## Unmontreur d'ombres
Nominato membro dell'Académie Française, nel discorso inaugurale pronunciato il 10 maggio 1962, il regista presenta se stesso e la sua arte, il cinema, con queste parole:
(Parole iniziali del discorso pronunciato da René Clair a l'Académie Française il 10 maggio 1962.)

## Scritti critici
René Clair, scrittore, giornalista, critico letterario, ha raccolto i suoi scritti sul cinema:
- nel 1951, incoraggiato da Georges Sadoul, raccoglie gli articoli scritti dal 1932 al 1935, in Réflexion faite, Paris, Gallimard 1951, tradotto in italiano Storia e vita del cinema. Appunti per servire alla storia dell'arte cinematografica dal 1920 al 1950, e pubblicato a cura di A. Borelli, da Nuvoletti Editore nel 1953;
- nel 1970, Cinéma d'hier, cinéma d'aujourd'hui, Paris, Gallimard, 1970.[19]
- in Italia nel 2007 viene pubblicato il libro René Clair. Riflessioni sul cinema. Note per servire all'arte cinematografica, prefazione di Maurizio Porro, Edizioni excelsior 1881, Milano 2007.

René Clair difende con convinzione un cinema artistico che si situa agli antipodi del cinema commerciale, e tuttavia è ben consapevole che si tratta di un'arte popolare. Il cinema è un'arte autonoma e non un mezzo per imitare o riprodurre le altre arti.
Clair definisce il cinematografo ...machine à fabriquer des rêves, "macchina per fabbricare sogni". Lo dimostrano le opere dei registi che egli considera dei poeti dello schermo come D.W. Griffith, Mack Sennett, Charlie Chaplin.

## Filmografia

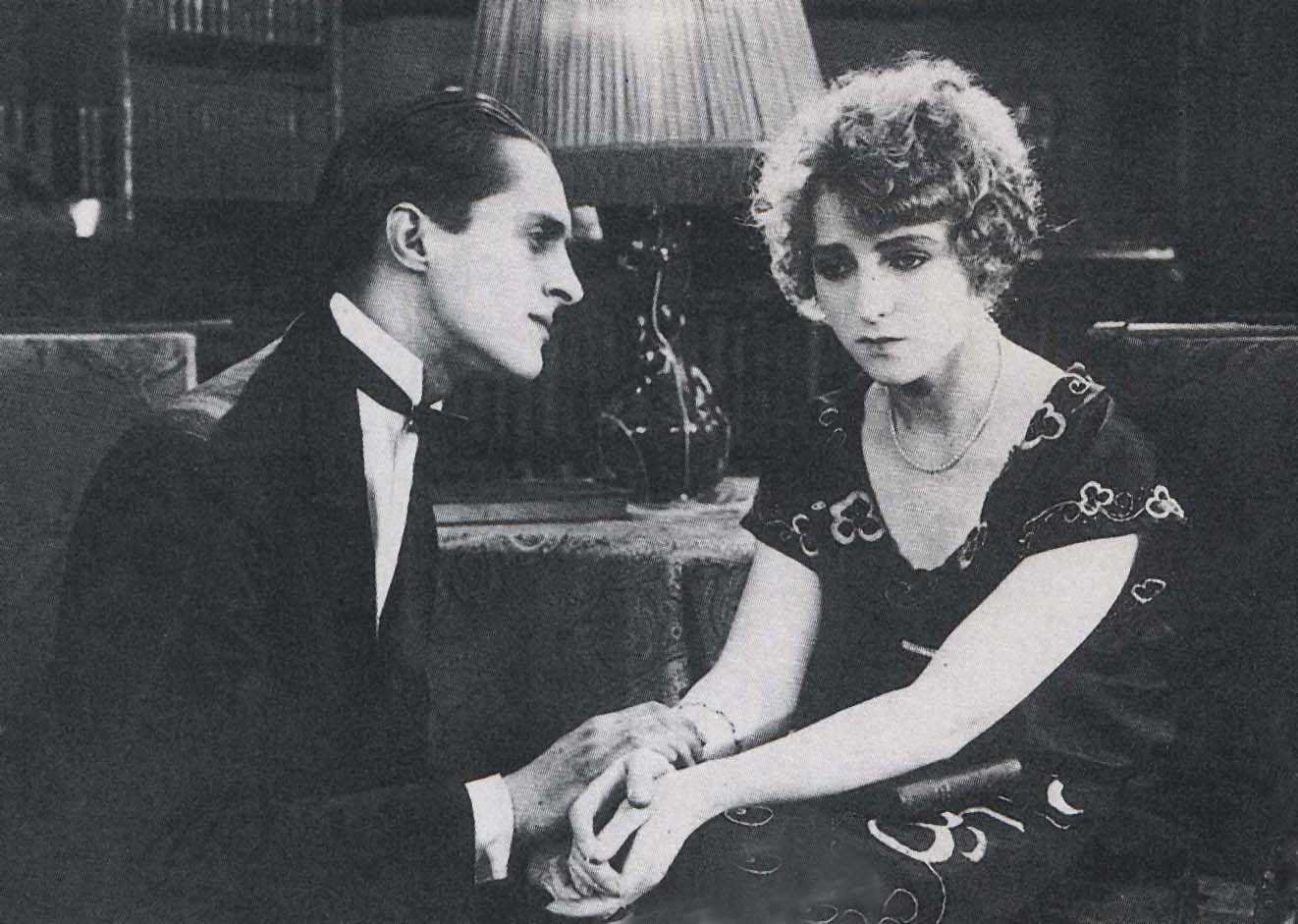
René Clair e Sandra Milovanoff in Parisette (1921)

### Regista
Cortometraggi/mediometraggi
- Entr'acte (1924)
- Parigi che dorme (Paris qui dort) (1925)
- La Tour, documentario (1928)
- 1897, episodio di Per sempre e un giorno ancora (Forever and a Day) (1943)
- Il matrimonio (Le mariage), episodio di La francese e l'amore (La Française et l'amour) (1960)
- I due piccioni (Les Deux pigeons), episodio di Le quattro verità (Les Quatre vérités) (1962)

Lungometraggi
- Il fantasma del Moulin Rouge (Le Fantôme du Moulin-Rouge) (1925)
- Il viaggio immaginario (Le Voyage imaginaire) (1926)
- La preda del vento (La Proie du vent) (1927)
- Un cappello di Paglia di Firenze (Un chapeau de paille d'Italie) (1928)
- I due timidi (Les Deux Timides) (1928)
- Sotto i tetti di Parigi (Sous les toits de Paris) (1930)
- Il milione (Le Million) (1931)
- A me la libertà (À nous la liberté) (1931)
- Per le vie di Parigi (Quatorze Juillet) (1933)
- L'ultimo miliardario (Le Dernier Milliardaire) (1934)
- Il fantasma galante (The Ghost Goes West) (1935)
- Vogliamo la celebrità (Break the News) (1938)
- L'ammaliatrice (The Flame of New Orleans) (1941)
- Ho sposato una strega (I Married a Witch) (1942)
- Avvenne domani (It Happened Tomorrow) (1944)
- Dieci piccoli indiani (And Then There Were None) (1945)
- Il silenzio è d'oro (Le Silence est d'or) (1947)
- La bellezza del diavolo (La Beauté du diable) (1950)
- Le belle della notte (Les Belles de nuit) (1952)
- Grandi manovre (Les Grandes manoeuvres) (1955)
- Quartiere dei Lillà (Porte des Lilas) (1956)
- Tutto l'oro del mondo (Tout l'or du monde) (1961)
- Per il re, per la patria e per Susanna! (Les Fêtes galantes) (1965)

Serie TV
- Les Fables de la Fontaine (1964)

### Sceneggiatore
Se non indicato diversamente, la regia è dello stesso Clair
- Entr'acte, cortometraggio (1924)
- Parigi che dorme (Paris qui dort), cortometraggio (1925)
- Il fantasma del Moulin Rouge (Le Fantôme du Moulin-Rouge) (1925)
- Il viaggio immaginario (Le Voyage imaginaire) (1926)
- La preda del vento (La Proie du vent) (1927)
- Un chapeau de paille d'Italie (1927)
- I due timidi (Les Deux timides) (1928)
- Sotto i tetti di Parigi (Sous les toits de Paris) (1930)
- Miss Europa (Prix de Beauté), regia di Augusto Genina (1930)
- Il milione (Le Million) (1931)
- A Severa, regia di José Leitão de Barros (1931)
- A me la libertà (À nous la liberté) (1931)
- Per le vie di Parigi (Quatorze Juillet) (1933)
- L'ultimo miliardario (Le Dernier milliardaire) (1934)
- Il fantasma galante (The Ghost Goes West) (1935)
- Vogliamo la celebrità (Break the News) (1938)
- L'ammaliatrice (The Flame of New Orleans) (1941)
- Ho sposato una strega (I Married a Witch) (1942)
- Avvenne domani, (It Happened Tomorrow) (1944)
- Il silenzio è d'oro (Le Silence est d'or) (1947)
- La bellezza del diavolo (La Beauté du diable) (1950)
- Le belle della notte (Les Belles de nuit) (1952)
- Grandi manovre (Les Grandes manoeuvres) (1955)
- Quartiere dei Lillà (Porte des Lilas) (1956)
- Il matrimonio (Le Mariage), episodio di La francese e l'amore (La Française et l'amour) (1960)
- Tutto l'oro del mondo (Tout l'or du monde) (1961)
- I due piccioni (Les Deux pigeons), episodio di Le quattro verità (Les Quatre vérités) (1962)
- Les Fables de la Fontaine, serie TV (1964)
- Per il re, per la patria e per Susanna! (Les Fêtes galantes) (1965)

### Attore
- Le Lys de la vie, regia di Loïe Fuller (1920)
- L'Orpheline, regia di Louis Feuillade (1921)
- Parisette, regia di Louis Feuillade (1921)
- Le Sens de la mort, regia di Yakov Protazanov (1922)
- En compagnie de Max Linder, voce, regia di Maud Linder (1963)

### Aiuto regia
- Elisabetta d'Inghilterra (Fire Over England), regia di William K. Howard - non accreditato (1937)

### Opere specifiche
- Georges Charensol, Roger Régent, René Clair, un maestro del cinema, introduzione di Fernaldo Di Giammatteo, Milano - Roma, Bocca, 1955 ISBN non esistente
- Angelo Solmi, Tre maestri del cinema: Carl Dreyer, René Clair, Charlie Chaplin, Milano, Vita e Pensiero, 1956, ISBN non esistente
- (FR) Jean Mitry, Rene Clair, Paris, Édition Universitaires, 1960, ISBN non esistente
- (FR) Barthélémy Amengual, René Clair, Paris, Seghers, collection "Cinéma d'aujourd'hui", 1963, ISBN non esistente
- Giovanna Grignaffini, René Clair, Firenze, La Nuova Italia - Il Castoro, 1980, ISBN non esistente
- Arturo Invernici, Angelo Signorelli (a cura di), René Clair, Bergamo, Stamperia Stefanoni, 2008, ISBN non esistente
- Giulio d'Amicone. René Clair, il sorriso al cinéma, Alessandria, Falsopiano 2010, ISBN 978-88-89782-10-1

### Opere generali
- Georges Sadoul, Storia del cinema mondiale dalle origini ai nostri giorni, Milano, Feltrinelli, 1964, ISBN non esistente
- Fernaldo Di Giammatteo, Dizionario universale del cinema. Tecnica,generi, istituzioni, autori., Vol. II, Roma, Editori Riuniti, 1984 ISBN 88-359-3411-7
- Paolo Bertetto, Introduzione alla storia del cinema, Torino, UTET, 2002, ISBN 88-7750-747-0
- Gian Piero Brunetta (a cura di), Dizionario dei registi del cinema mondiale, Torino, Einaudi, 2005, ISBN 88-06-16514-3
- Sandro Bernardi,L'avventura del cinematografo, Venezia, Marsilio, 2007 ISBN 978-88-317-9297-4
- Gianni Rondolino, Manuale di storia del cinema, Torino, UTET, 2010, ISBN 978-88-6008-299-2

### Scritti di René Clair
- René Clair, Riflessioni sul cinema. Note per servire all'arte cinematografica , Milano, Excelsior 1881, 2007, ISBN 978-88-6158-006-0